# No More Pain
No More Pain (estilizado NO MORE PAIИ) es el quinto álbum de estudio de la boy band japonesa KAT-TUN que fue lanzado en Japón el 16 de junio de 2010 bajo su discográfica J-One Records. El álbum fue lanzado en dos ediciones: una edición limitada con un DVD y una edición regular que cuenta con el bonus track, "Hello".

## Lista de pistas
| Pista                                            | Letras                                           | Arreglos                                                                  |
| ------------------------------------------------ | ------------------------------------------------ | ------------------------------------------------------------------------- |
| 1. N.M.P                                         | MASANCO / SEAN-D Letras del Rap: Joker           | Steven Lee / Yukihide "YT" Takiyama Orchestra Arrangement: Sachiko Miyano |
| 2. Love yourself ~Kimi ga kirai na kimi ga suki~ | Eco Letras del Rap: Joker                        | Taku Yoshioka                                                             |
| 3. Faraway                                       | MASANCO                                          | KING OF SLICK                                                             |
| 4. The D-Motion                                  | ECO Letras en Inglés coordinado por JIN AKANISHI | OSCAR HOLTER / JAKKE ERIXSON                                              |
| 5. Right Now                                     | ECO Letras del Rap JOKER                         | STEVEN LEE                                                                |
| 6. Rockin' All Nite                              | MASANCO Letras del Rap JOKER                     | DREADSTORE COWBOY                                                         |
| 7. Going!                                        | ECO Letras del Rap JOKER                         | TAKU YOSHIOKA                                                             |
| 8. Sweet (Kamenashi Kazuya Solo)                 | N                                                | GYO KITAGAWA                                                              |
| 9. Love Music (Taguchi Junnosuke Solo)           | TAGUCHI JUNNOSUKE                                | NAO                                                                       |
| 10. Make U Wet ~Chapter 2~ (Tanaka Koki Solo)    | JOKER                                            | NAO TANAKA                                                                |
| 11. Rabbit or Wolf? (Ueda Tatsuya Solo)          | UEDA TATSUYA                                     | EIJI KAWAI                                                                |
| 12. Film (Nakamaru Yuichi Solo)                  | NAKAMARU YUICHI / T-OGA                          | KING OF SLICK                                                             |
| 13. Promise Song                                 | KATSUHIKO KUROSU                                 | KAORU OKUBO                                                               |

## Recepción
Adam Greenburg en Allmusic le dio al álbum tres de cinco estrellas, afirmando que "El álbum no ofrece nada nuevo al mundo de las boy band japonesas, pero que KAT-TUN se mantiene en la forma.
Obviamente, no mejoró a trabajos anteriores o en detrimento de su legado, por así decirlo. Perfectamente quedó a media carretera."

## Listas, posiciones y certificaciones
No More Pain debutó número uno en el Oricon Weekly Album Chart el 28 de junio con una venta de primera semana de 154.096 copias y haciendo a KAT-TUN el grupo masculino por primera vez en nueve años en tener cinco álbumes originales número uno consecutivos después de KinKi Kids en 1996 hasta 2001. Fue certificado con gold por la RIAJ en junio de 2010.
| Lista (2010)                    | Máxima posición |
| ------------------------------- | --------------- |
| Japan Oricon Weekly Album Chart | 1               |
| Japan Oricon Yearly Album Chart | 35              |

| País  | Proveedor | Ventas  | Certificación |
| ----- | --------- | ------- | ------------- |
| Japón | RIAJ      | 182.563 | Gold          |